# Мария-Клеофас
Мария-Клеофас — остров в архипелаге Лас-Трес-Мариас в Мексике, штат Наярит, муниципалитет Сан-Блас.
Находится в почти 100 километрах от материковой части страны. Является третьим по величине островом архипелага, площадь - 19 км. кв. Высочайшая точка острова 402 м над уровнем моря. Северо-восточнее расположен остров Мария-Магдалена. Климат субтропический. Постоянного населения не имеет. 
Остров открыл Диего Уртадо де Мендоса, двоюродный брат Эрнана Кортеса в 1532 году. 